# Jazovik
Jazovik (em cirílico: Јазовик) é uma vila da Sérvia localizada no município de Valjevo, pertencente ao distrito de Kolubara. A sua população era de 212 habitantes segundo o censo de 2011.

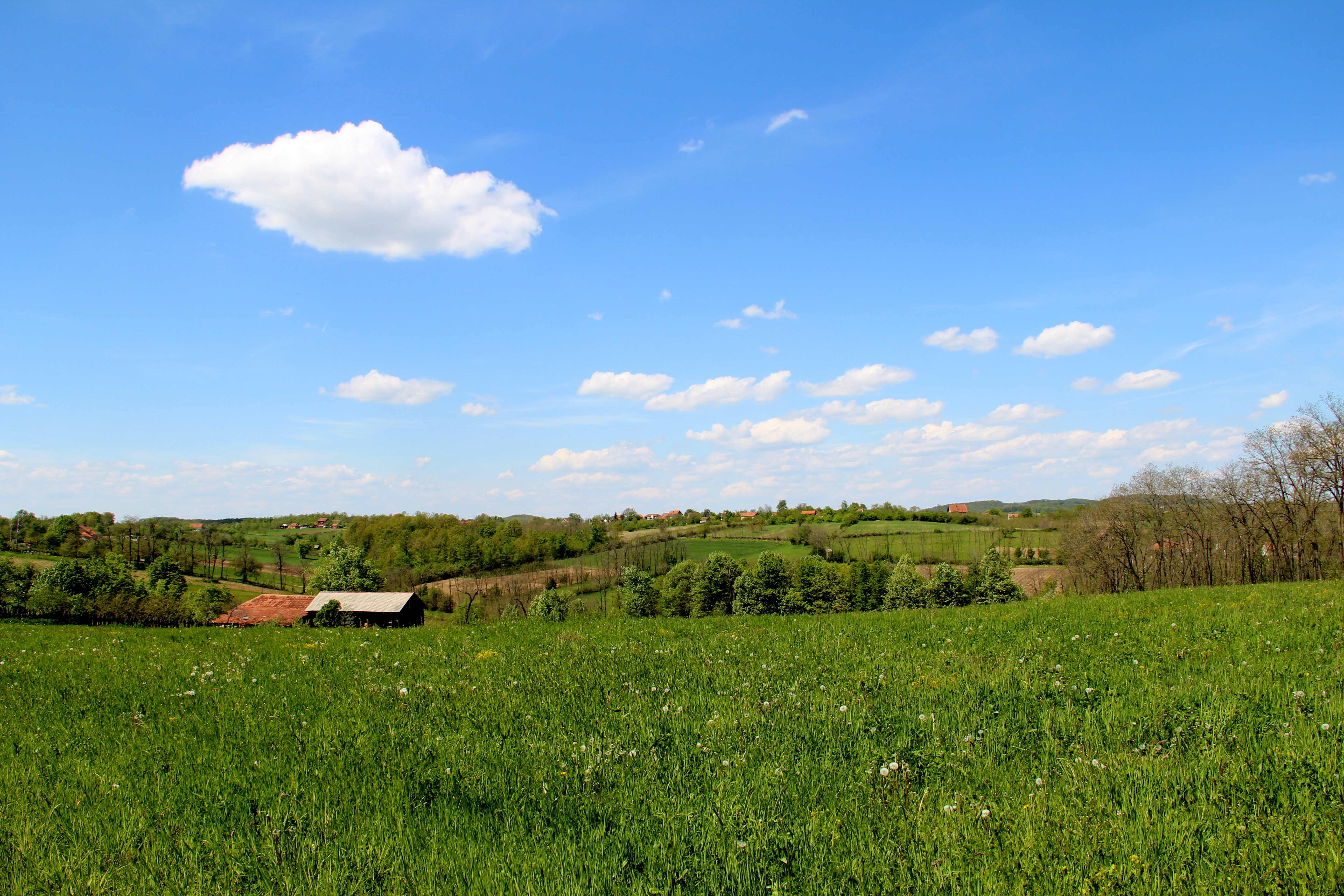
village Jazovik - panorama
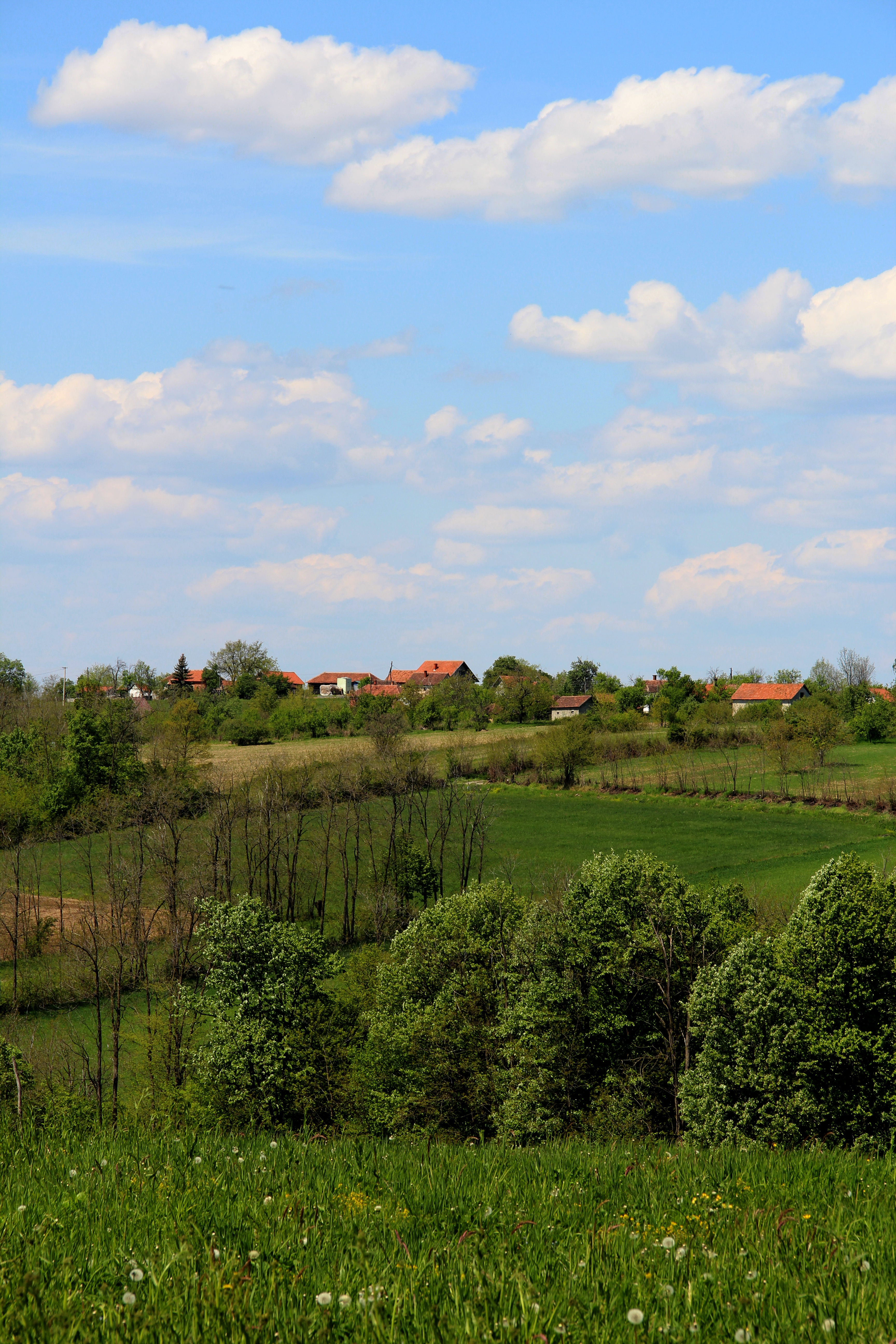
village Jazovik - panorama
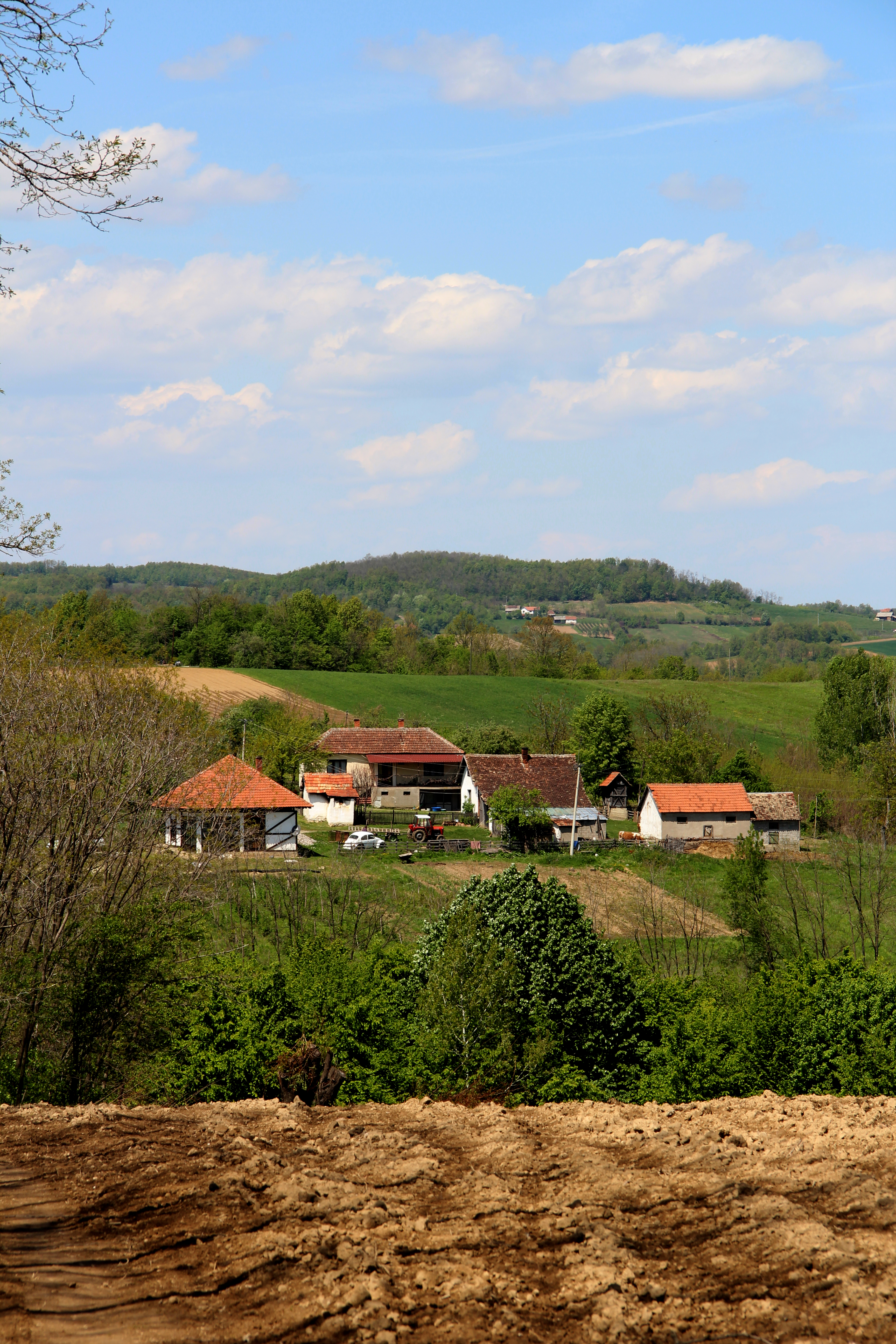
village Jazovik - panorama
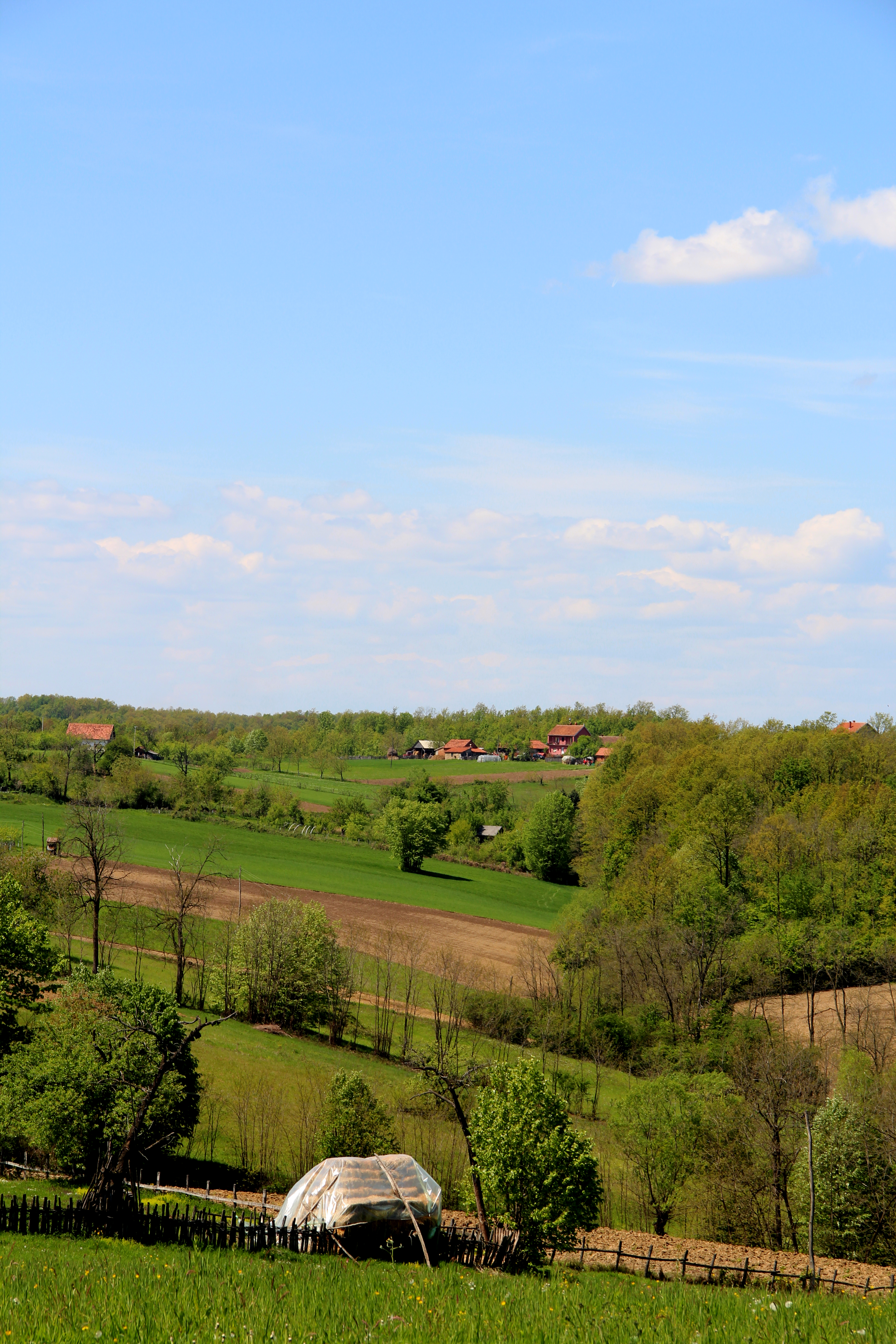
village Jazovik - panorama
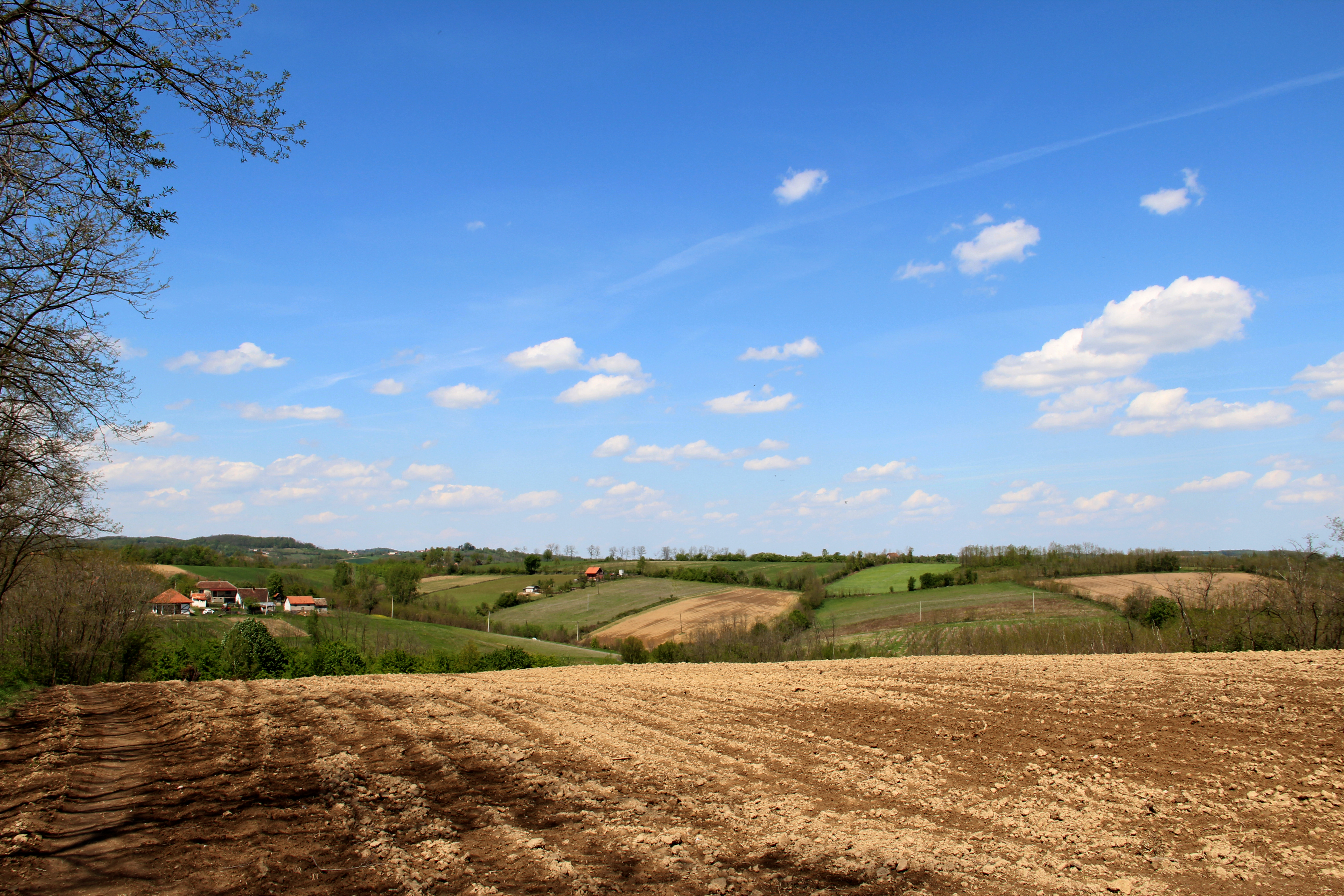
village Jazovik - panorama

## Demografia
| 1948 | 1953 | 1961 | 1971 | 1981 | 1991 | 2002 | 2011 |
| ---- | ---- | ---- | ---- | ---- | ---- | ---- | ---- |
| 190  | 219  | 229  | 242  | 275  | 243  | 144  | 212  |